# Jean-François Séguier
Pour les articles homonymes, voir Séguier.
Jean-François Séguier est un botaniste et épigraphiste français, né le 25 novembre 1703 à Nîmes et mort le 1er septembre 1784 dans cette même ville d’une attaque d’apoplexie. Il a donné son nom au saxifrage de Séguier et à la renoncule de Séguier.

## Aux côtés du marquis Scipione Maffei

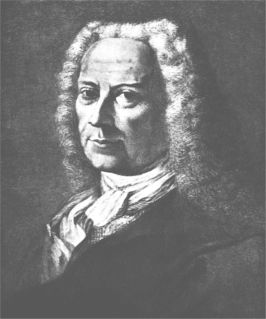
Scipione Maffei, que suivit Séguier entre 1732 et 1755

Il était le fils d’un conseiller du présidial. Son frère Joseph, prieur à Saint-Jean-de-Valériscle, mena des études sur le provençal.
Il fit ses études au collège jésuite de Nîmes et se passionna très tôt pour la numismatique ainsi que pour l’histoire naturelle. Il partit à Montpellier y étudier le droit mais il suivit surtout les leçons de botanique de Pierre Baux (1708-1790) et Aymé-François Chicoyneau (1702-1740). Le marquis Scipione Maffei (1675-1755) visitant la ville en 1732 rencontra le jeune homme et obtint de son père qu’il l’accompagne durant ses voyages. Les deux hommes nouèrent alors une amitié que seule la mort put séparer.
En accompagnant le marquis Maffei dans son Grand Tour, Séguier visita le jardin du roi à Paris et rencontra Herman Boerhaave (1668-1738) en Hollande. Il voyagea aussi en Autriche et en Italie, où il multiplia les observations naturalistes et archéologiques. Il s'installa à Vérone, auprès du marquis, en 1736 et y développa une intense correspondance avec des savants italiens et du nord de l'Europe,. Il fit paraître en 1740, à La Haye, Bibliotheca botanica puis de 1745 à 1754 ses Plantæ Veronenses. Mais il ne mena pas à terme un projet portant sur les fossiles qu’il avait observés autour de Vérone. En 1755, ayant perdu son ami, il décida de quitter l’Italie et retourna s’installer à Nîmes. Il emportait avec lui une riche collection de médailles, de livres, de spécimens naturels, de minéraux, fruit de vingt-trois ans de labeur.

## L'énigme résolue de la Maison Carrée

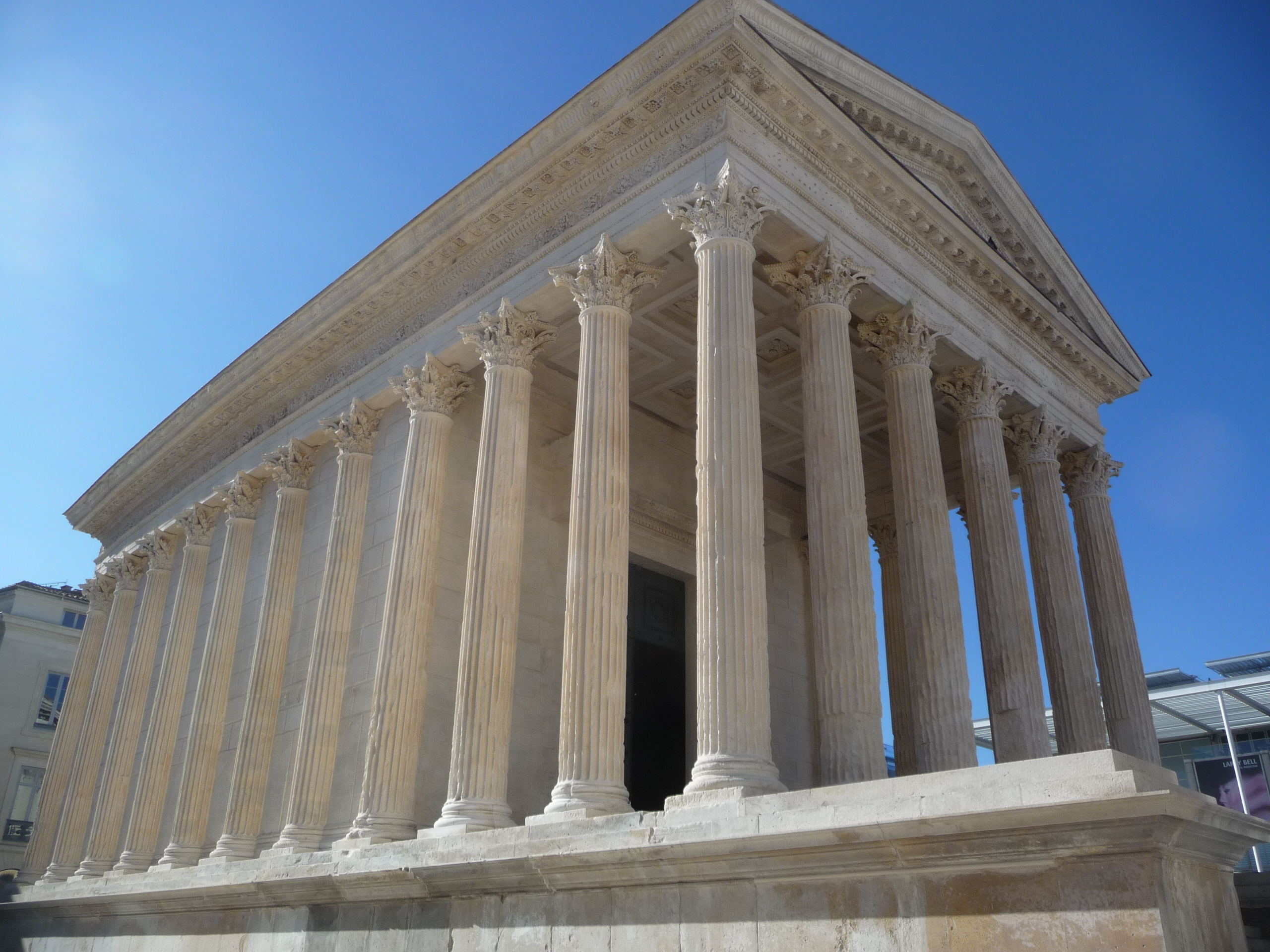
La Maison Carrée de Nîmes.

Séguier se consacra alors à l’étude des monuments de l'ancienne Nemausus, sa ville natale, notamment à la Maison Carrée. Cet ancien temple romain, construit au tournant de l'ère chrétienne, entre 5 av. J.-C. et 5 ap. J.-C. par Marcus Vipsanius Agrippa, le gendre de l'empereur Auguste, portait sur son frontispice, inscrite en lettres de bronze scellées dans la pierre, une dédicace expliquant son rôle. Cependant, ces lettres avaient ensuite disparu, même si les trous de scellement étaient encore visibles. C'est grâce à la disposition de ces trous que l'érudit nîmois parvint en 1758 à recomposer le texte original : « À Caius consul et Lucius consul désigné, fils d'Auguste, princes de la jeunesse ». Il termina un important manuscrit portant sur les inscriptions latines, Inscriptionum antiquarum index absolutissimus, in quo græcarum latinarumque inscriptionum quæ in editis libris reperiri potuerunt prima verba describuntur, etc., Etruscarum et exoticarum indice ad calcem adjecto, en huit volumes mais cet ouvrage ne fut pas édité.
Membre de l'Académie de Nîmes, dont il est le secrétaire perpétuel de 1765 à sa mort, il fut nommé associé libre de l’Académie des inscriptions et belles-lettres en 1772.

## Un érudit au centre d'un réseau épistolaire important
Dans les années 1770 il fit construire un bel hôtel particulier de style Louis XV et y regroupa ses nombreuses collections, dignes d'un cabinet de curiosités. La richesse de ses collections, alliée à sa réputation d'érudit, drainèrent vers Nîmes un nombre croissant de visiteurs (comme les  naturalistes  Antoine Gouan (1733-1821) ou Dominique Villars (1745-1814)), la ville étant dès lors une étape dans les circuits commerciaux ou culturels du Grand Tour. Ainsi, entre 1773 et 1783, Séguier recense dans son carnet de visiteurs 1 402 personnes, dont la moitié d'étrangers au royaume de France. À ces visiteurs de passage, il ne fut pas sans confier missions savantes et lettres de recommandation, « comme en témoigne la correspondance passive de l'érudit conservée aujourd'hui dans les fonds nîmois ». De fait, il entretint une riche correspondance avec les savants de son temps et exerça une influence considérable sur les jeunes gens de sa ville. Son parcours fait de Jean-François Séguier une figure exemplaire de la vie intellectuelle du XVIIIe siècle.
L'hôtel particulier de Jean-François Séguier, a été légué à l'Académie de Nîmes, puis confisqué lors de la Terreur. Depuis 1996, il est propriété de la ville de Nîmes et est classé monument historique depuis 2005.